# Pour Habit
Pour Habit est un groupe américain de punk rock, originaire de Long Beach, en Californie, actif entre 2004 et 2018.

## Histoire
Leur première démo, WTF !?, est épuisée depuis longtemps. En 2007, le groupe sort son album phare, Suiticide, qui est remarqué par la presse spécialisée,,. Après avoir signé chez Fat Wreck Chords en 2009, l'album est réédité sur le label la même année. Leur album suivant, Got Your Back, sort le 12 avril 2011, et est aussi remarqué par la presse spécialisée,.
En 2012, Pour Habit annonce l'enregistrement d'un troisième album, Fuck It, qui ne verra jamais le jour. Le groupe ne donne plus signe d'activité depuis 2018.

## Discographie

### Albums studio
- 2007 : Suiticide
- 2011 : Got Your Back